# Klausen-Leopoldsdorf
Klausen-Leopoldsdorf is een gemeente in de Oostenrijkse deelstaat Neder-Oostenrijk, gelegen in het district Baden (BN). De gemeente heeft ongeveer 1400 inwoners.

## Geografie
Klausen-Leopoldsdorf heeft een oppervlakte van 60,03 km². Het ligt in het noordoosten van het land, in de buurt van de hoofdstad Wenen.
Alland · Altenmarkt an der Triesting · Baden · Bad Vöslau · Berndorf · Blumau-Neurißhof · Ebreichsdorf · Enzesfeld-Lindabrunn · Furth an der Triesting · Günselsdorf · Heiligenkreuz · Hernstein · Hirtenberg · Klausen-Leopoldsdorf · Kottingbrunn · Leobersdorf · Mitterndorf an der Fischa · Oberwaltersdorf · Pfaffstätten · Pottendorf · Pottenstein · Reisenberg · Schönau an der Triesting · Seibersdorf · Sooß · Tattendorf · Teesdorf · Traiskirchen · Trumau · Weißenbach an der Triesting
- Gemeinsame Normdatei: 4800056-5
- Virtual International Authority File: 236138935
- WorldCat: E39PBJrgJf7dqcjGWbVPyGWVYP